# Fergus Riordan
Fergus James Riordan (* 22. Juli 1997 in Madrid) ist ein britischer Schauspieler.

## Leben und Karriere
Riordan wurde in Madrid als Sohn einer schottischen Mutter und eines irischen Vaters geboren. Er studierte Fotografie an der Leeds Arts University. Sein Debüt gab er 2005 in dem Film Fragile. 2010 übernahm er die Hauptrolle des Alex im Drama I Want to Be a Soldier. Im selben Jahr war er im Kurzfilm El Paraíso zu sehen. Seine bekannteste Rolle hatte er 2011 als Daniel „Danny“ Ketch in Ghost Rider: Spirit of Vengeance.  2015 spielte er die Hauptrolle des Bastian im Thriller Don't Grow Up.

## Filmografie
Filme
- 2005: Fragile
- 2010: I Want to Be a Soldier
- 2010: El Paraísao
- 2011: Ghost Rider: Spirit of Vengeance
- 2015: Don't Grow Up

Serien
- 2011: Cinema Days
- 2010–2011: Cinema 3